# Casa pairal de Gaspar de Portolà
La Casa pairal de Gaspar de Portolà és una obra gòtica de Sant Esteve de la Sarga (Pallars Jussà) inclosa a l'Inventari del Patrimoni Arquitectònic de Catalunya.

## Descripció
Casal fortificat construït en època moderna a l'extrem nord del poble. Consta de dues torres a la façana NW i una ampla portalada gòtica. L'aparell emprat en la construcció és de mida petita i irregular excepte els cantoners, ben escairats i de mida més gran. Té poques obertures que es troben distribuïdes per les façanes de manera irregular.
En l'actualitat s'estan fent obres de rehabilitació (2005).

## Història
El casal dels Portolà fou construït en època moderna, potser al mateix lloc on hi havia hagut el castell medieval.
Castellnou de Montsec constituí una baronia que passà, al llarg dels segles XVI-XVII, dels Areny (senyors d'Altet i de Lluçà) als Erill (barons de l'Albi), als Cartellà (barons de Falgons) i als Ardena de Sabastida, que la vengueren als Portolà l'any 1681.
El 1687 Gaspar de Portolà i Pont era baró de Castellnou de Montsec. Aquest Gaspar de Portolà era avantpassat del que seria explorador de Califòrnia, Gaspar de Portolà i de Rovira. Aleshores la baronia era formada pels llocs de Castellnou, Beniure, Estorm i Sant Esteve de la Sarga. Aquests pobles, que anteriorment havien pertangut a diferents senyors, romandrien vinculats als barons de Castellnou fins a l'extinció de les senyories.
Els Portolà foren senyors de Castellnou de Montsec fins al segle xix i la seva baronia fou reconeguda com a títol del regne el 1801.